# Ngaoudamdji Mayo Dadi
Ngaoudamdji Mayo Dadi appelé aussi Ngaoudamdji  est un village de la commune de Belel situé dans la région de l'Adamaoua et le département de la Vina au Cameroun.

## Population
En 2015, Ngaoudamdji Mayo Dadi comptait 840 habitants dont 412 hommes et 428 femmes. En termes d'enfants, le village comptait 90 nourrissons (0-35 mois), 15 nourrissons (0-59 mois), 53 enfants (4-5 ans), 19 enfants (6-14 ans), 155 adolescents (12-19 ans), 291 jeunes (15-34 ans).